# Sveta Marija na Krasu (Umag)
Sveta Marija na Krasu is een plaats in de gemeente Umag in de Kroatische provincie Istrië. De plaats telt 293 inwoners (2001).